# سرامیک‌سازی
سرامیک‌سازی به فرایند ساخت سرامیک گفته می‌شود.

## تاریخچه
باستان شناسان در یافته‌اند که بشر اولیه در حدود ۲۴۰۰۰ سال قبل از میلاد اقدام به ساخت سرامیک می‌کرده‌است. این سرامیک‌ها در چکسلواکی یافت شده‌اند و به شکل حیوانات و پیکره انسان، تخته صاف و توپ می‌باشد. این سرامیک‌ها را از چربی حیوانات به همراه استخوان آنها و خاکستر استخوان و مقداری رس ریزدانه می‌ساختند و بعد از شکل دادن آن را در دمایی در حدود ۵۰۰ تا ۸۰۰ درجه سانتیگراد در کوره‌های گنبدی شکل یا به شکل نعل اسب پخت می‌نمودند
قدمت سفال و سرامیک‌سازی در ایران را به ۱۲۰۰۰ سال ق م می‌رساند.

## ایران
نمونه‌های کاشی که در کاوش‌های باستان‌شناسی به دست آمده و مربوط به ۱۴۰۰۰ سال پیش است، قدمت سفالگری و سرامیک‌سازی در ایران را به ۱۲۰۰۰ سال ق.م. می‌رساند.

### سرامیک‌سازی معاصر ایران
در سال‌های اخیر کارخانه‌های تولید کاشی و سرامیک دیوار و کف زیادی در ایران ایجاد شده‌اند و تحول بزرگی در این صنعت به وجود آمده‌است و همچنین در مورد تولید وسایل بهداشتی و ظروف چینی و کارخانه مقره‌سازی که در ایران فعال می‌باشند و توانسته‌اند ظرف سی سال اخیر تولید کاشی و سرامیک را از تولید کم و سنتی و نیمه صنعتی به حدود ۷۰ میلیون متر مربع برسانند.